# Juvenco
Cayo Vetio Aquilino Juvenco (en latín Gaius Vettius Aquilinus Juvencus), poeta hispanolatino del siglo IV d. C., fundador junto a Sedulio de la épica cristiana.

## Biografía
Vivió en tiempos del emperador Constantino el Grande y fue de noble ascendencia. De confesión cristiana, fue además presbítero y hacia el año 330 publicó el primer poema épico latino cristiano, Evangeliorum libri quattuor, una versificación bastante literal de los evangelios, sobre todo del de San Mateo, compuesta de 3219 hexámetros y repartida en cuatro libros. En el prólogo de su obra afirma su intención de cantar las hazañas salvadoras de Cristo, don de Dios a los hombres. En el primer libro narra la venida de Juan el Bautista, el nacimiento de Jesús y su actividad hasta el comienzo de su vida pública; en el segundo, los milagros y las parábolas; en el tercero, continúa con la narración de milagros y parábolas y en el cuarto termina con la pasión y resurrección de Cristo.
El estilo de este texto debe bastante a Virgilio y hay resabios de Lucrecio, Horacio, Ovidio, Lucano y Estacio que demuestran que Juvenco poseía una extensa cultura poética. Sin embargo, la característica más acusada del poema es una sencillez que contrasta con la ampulosidad pagana, quizá por el afán de ceñirse escrupulosamente al texto sagrado. Se permite, sin embargo, el poeta deliciosas descripciones de la Naturaleza; otras veces se arriesga a comedidas interpretaciones de carácter alegórico, y utiliza una adjetivación profusa para amplificar el texto mediante procedimientos parafrásticos y abusa de la aliteración. Juvenco fue muy celebrado en la Edad Media, en la que mereció el calificativo de "Virgilio cristiano". Tras el Concilio de Nicea era necesario un poeta cristiano que contraponer en la educación cristiana al poeta latino Virgilio y el poeta hispanolatino llenó ese hueco satisfactoriamente, como demuestran los numerosos códices de su obra que han llegado hasta nosotros. San Jerónimo menciona otras obras suyas, alguna sobre el tema de los sacramentos, que no han llegado hasta nosotros. Las noticias que transmite son las siguientes:
En el tiempo de Constantino, el presbítero Juvenco puso en verso la historia de nuestro Señor y Salvador y no la mermó ni siquiera al versificar las majestuosas frases del evangelio. (San Jerónimo, Epístola a Magnum)
Juvenco, español de noble ascendencia, presbítero, compuso cuatro libros, trasponiendo los cuatro evangelios casi a la letra, en versos hexámetros, y algunas otras cosas en el mismo metro, relativas al orden de los sacramentos. Vivió en tiempos del emperador Constantino. (San Jerónimo, De viris ilustribus)
El humanista y jesuita extremeño Faustino Arévalo, expulsado de España con los demás de su orden al empezar el último tercio del siglo XVIII, hizo una edición crítica del texto en Bolonia y en Roma.